# 饑荒

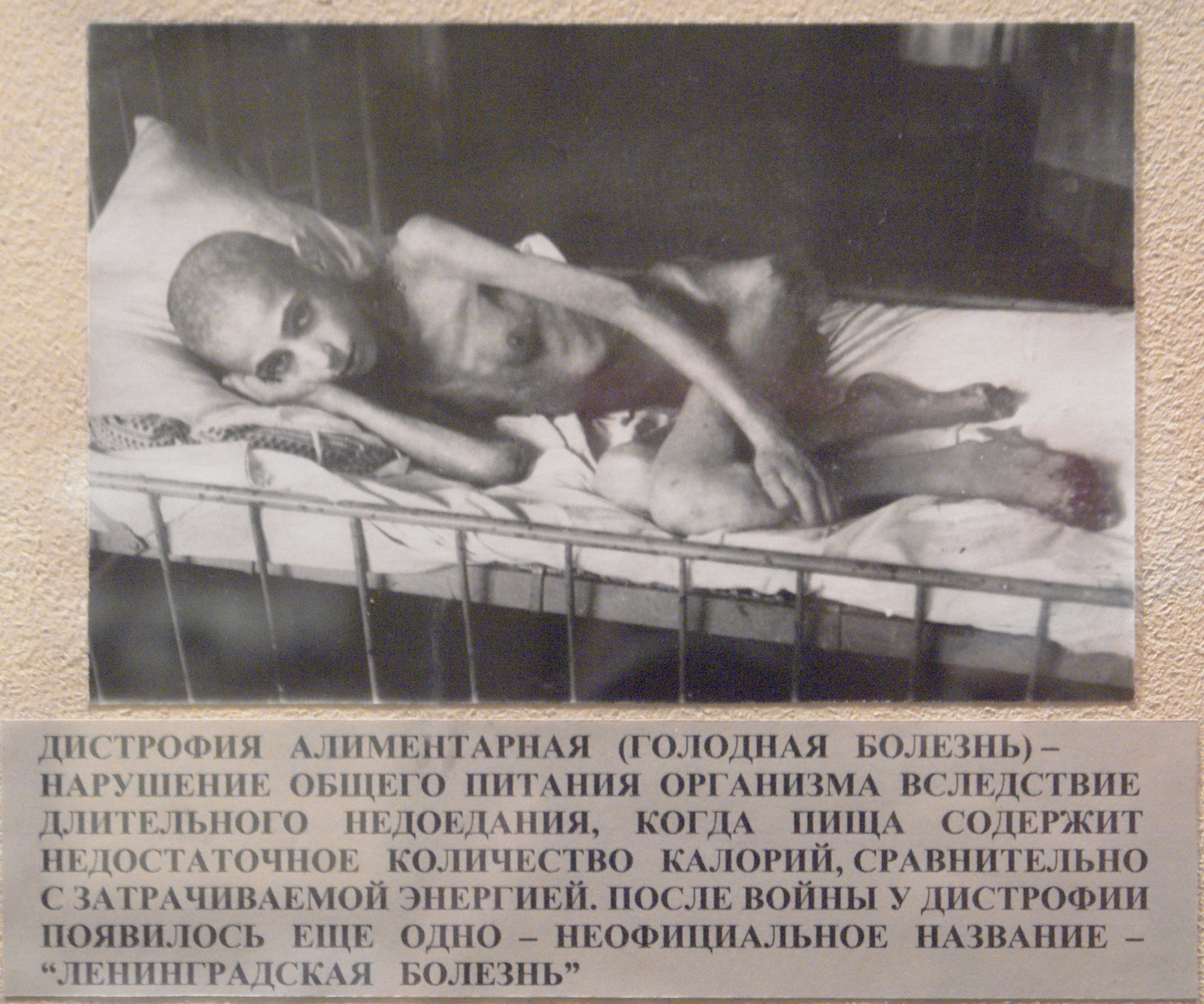
1941年的列寧格勒圍城戰所引發的饑荒。

饑荒又稱饑饉、灾荒，是指一个国家或地区在某一个时期（如战争、自然灾害）内没有足够的粮食供应，因持續時間相當長的糧食短缺，導致局部或全局性的人們逃難，或因飢餓導致的佔人口比例較大的非正常死亡的現象。饑荒由自然災害或人爲因素引起，屬於災難的一种。汉字“飢”通“饑”，是五谷收成不好的意思，“饉”则是指蔬菜和野菜等无法成熟食用。
历史上发生饥荒的地区的都对民生造成极大的冲击，并极易触发社会动荡和政权更替。在古代，发生饑荒的自然原因主要是农业遭遇自然灾害导致粮食欠收，在此情况下，如果政府禁止人民自由迁徙，就会发生饥荒，如果允许人民自由迁徙或开仓赈灾，则一般可以在一定程度上缓解饥荒所造成的危害。
如果人口数量超过当地环境承载力也会造成饥荒，实际上，环境承载力不是不变的，随着科技发展，人可以开荒种地，不断拓展生存空间，环境承载力并不是主要原因（除非政府禁止人民开荒）。即使一地的人口过多，在竞争下会有人离开该地，最后达到动态平衡。在科技进步的今天，饥荒并不是由粮食产量不足引起的，相反，由于人口不足，世界粮食产量已经严重过剩，不少国家都对农业进行补贴以防止农民放弃种植粮食。现今饥荒发生的原因主要是政治、军事原因而非粮食不足。一时一地的自然灾害仍然可能造成某地一时的粮食减产，但如果做好粮食储备，现今一般可以平安度过。此外，由于不少国家主张粮食能源化，用粮食充当燃料，导致粮价上涨，虽然世界粮食产量并未减少，但这种粮食能源化的政策在一定程度上影响了粮食供应。

## 減少饑荒
食物如果按生存需要來分配，全世界的糧食足夠養活每一個人。根據估計，2007年全世界有9億2千3百萬人營養不良。糧價上揚更導致額外的7千5百萬人口陷於飢餓邊緣。造成这一恶果的主要原因是政治、军事等原因，而不是粮食不足。

## 相关条目

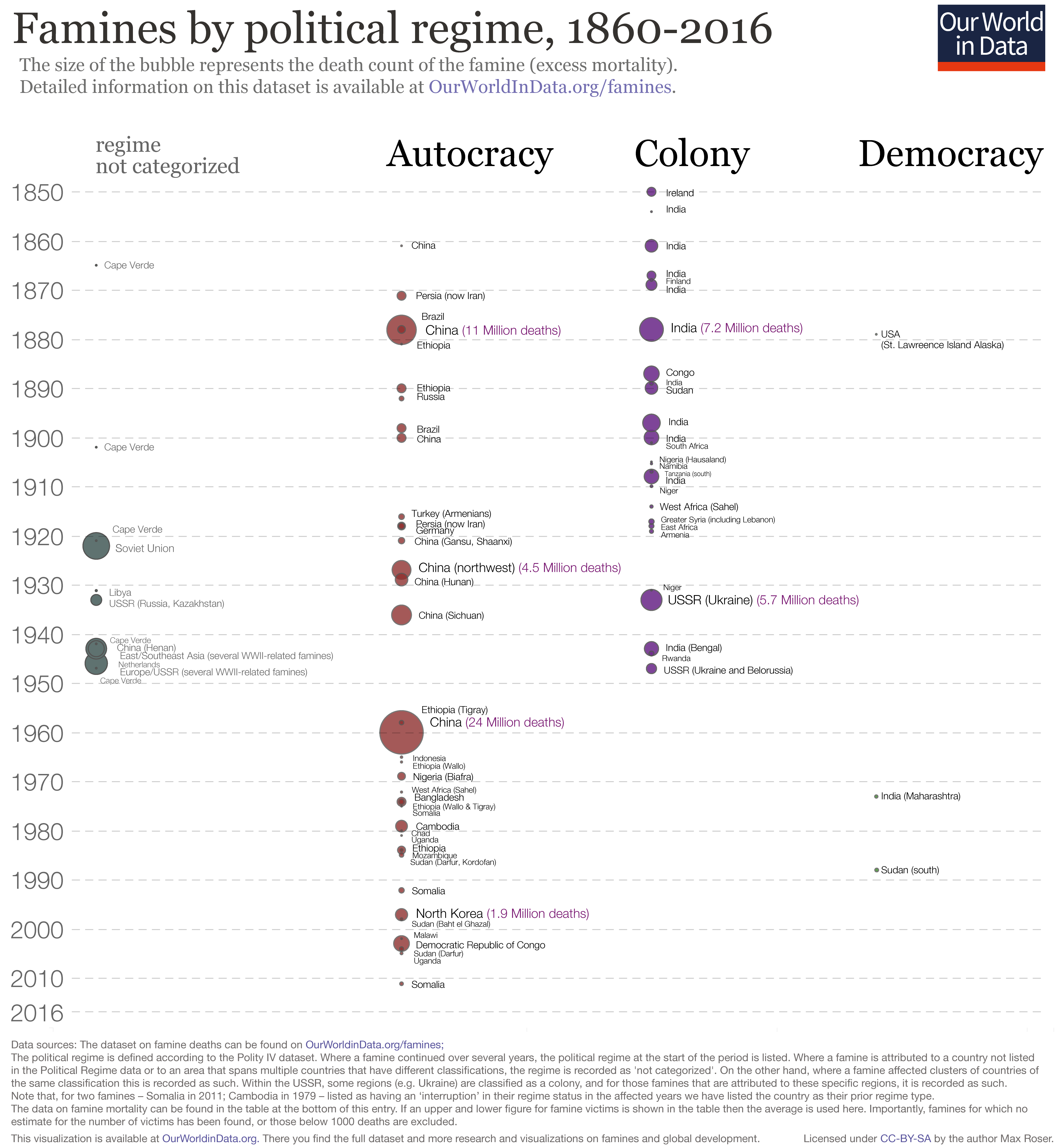